# Jordi Freixanet Solervicens
Jordi Freixanet Solervicens és un jugador de bàsquet català ja retirat, nascut a Manresa (Barcelona) el 15 de març de 1962.

## Història
Va començar a jugar professionalment al Cotonificio de Badalona a la temporada 1980-81 i va tenir una dilatada trajectòria jugant a diversos equips fins al moment de la seva retirada com a jugador en actiu, l'any 1994, quan militava a les files del TDK Manresa.
Del seu palmarès destaquen les dues medalles de bronze aconseguides formant part de la selecció nacional a la Universiada de Zagreb-87 i en el Campionat d'Europa juvenil de Damasc-79. I entre les seves fites esportives es troba l'haver aconseguit la cistella que va donar l'ascens al Càceres C.B. a la lliga ACB el 10 de maig de 1992 en el quart partit del Play-off davant el Prohaci Mallorca.
Retirat de la pràctica activa del bàsquet al final de la temporada 1993-94, va realitzar labors de "scouting" pel "staff" tècnic del TDK Manresa i va ser entrenador de l'equip Sub-23 del C.B.Manresa, equip vinculat al mateix TDK Manresa.
Després d'abandonar definitivament el món del bàsquet, es va bolcar en la seva carrera com a arquitecte, muntant el seu propi estudi a Manresa.

## Trajectòria esportiva
- Cotonficio de Badalona (1980-1983)
- Licor 43 de Santa Coloma (1983-1986)
- GIN MG-Sarria (1986-1987)
- IFA Espanyol (1987-1989)
- Caixa Canàries (1989-1991)
- Càceres C.B. (1991-1993)
- TDK Manresa (1993-1994)

## Palmarès
- Medalla de Bronze amb la Selecció Nacional Promeses en la Universiada de Zagreb-87
- Medalla de Bronze amb la Selecció Nacional Juvenil en el Campionat d'Europa de Damasc-79

## Internacionalitat
- 10 vegades internacional amb la Selecció Nacional Absoluta
- Internacional amb la Selecció Nacional Promeses
- Internacional amb la Selecció Nacional Júnior
- Internacional amb la Selecció Nacional Juvenil